# Оливье (салат)
Вот рекомендую, брат, салат Оливье. Это из дичи. Да ты это не отбрасывай! Это, брат, трюфель! Да ты съешь, съешь. Хорошо? То-то и оно-то!
Оливье́ — закусочный салат русской кухни из отварных корнеплодов, солёных огурцов, яиц с мясом или варёной колбасой в майонезной заправке. По распространённой версии, носит имя автора рецепта — французского шеф-повара Люсьена Оливье (1838—1883) и воспринимается в России как французское блюдо, в то время как за пределами ближнего зарубежья он в разных вариациях известен как «русский салат». Современный салат оливье имеет мало общего с блюдом, созданным Оливье полтора века назад, в котором присутствовали пернатая дичь, телячий язык, раковые шейки и паюсная икра, и является адаптацией адаптации оригинала.
В советской кухне салат оливье считался праздничным: сытное «сверхблюдо» состояло из дефицитных в СССР продуктов и прекрасно сочеталось с водкой, оливье был и закуской, и гарниром, и самостоятельной едой и мог вытеснять другие блюда с закреплённых за ними мест в последовательности подачи на стол. Салат оливье в квадратных мисочках был непременным элементом советского ведомственного банкета наряду с нарезкой из ветчины, колбасы и сыра. В современной русской ресторанной кухне наряду с селёдкой под шубой, борщом, пельменями, пирогами и соленьями стал атрибутом советского застолья. Традиционное блюдо и символ новогоднего стола, по данным опроса на 2010 год салат оливье лидировал в России среди обязательных блюд на праздничном столе в Новый год. В начале 2010-х годов под названием «Оливье-шоу» выходили новогодние программы на «Первом канале» российского телевидения. Салат популярен на новогоднем столе также в странах постсоветского пространства и среди русскоязычных израильтян. Несмотря на критику советской гастрономической культуры, утратившей или упростившей до неузнаваемости дореволюционный «чудо-рецепт» салата из рябчиков, омаров, раковых шеек и чёрной икры, салат оливье прочно вошёл в народную кухню, заслужил ласковое прозвище «оливьешечка» и не подвержен веяниям гастрономической моды. В СССР рецепт салата оливье распространялся устно, при непосредственном наблюдении, и каждый мог его исполнить не глядя. Салат оливье по традиции готовят в больших количествах, о чём говорит шуточное выражение «тазик оливье». В преддверии Нового года Росстат проводит исследования «индекса оливье» по аналогии с индексом бигмака.

## История появления
Происхождение значимой реалии русской гастрономической культуры окутано целым рядом тайн, подверглось мифологизации и насчитывает несколько версий. Общепринятая история салата оливье начинается с его изобретателя, знаменитого в Москве шеф-повара Люсьена Оливье, о котором первым написал в «Москве и москвичах» В. А. Гиляровский. Московским гурмэ без его французского салата был «обед не в обед», но повар хранил свой рецепт, как минимум, салатной заправки, в строжайшей тайне. Салат французского повара, по версии Гиляровского, стал фирменным блюдом «Эрмитажа» и позднее распространился по московским трактирам. Из записей Е. П. Иванова известно, что официантов в Москве набирали в основном из ярославцев, некоторым из них не сразу давались названия блюд сложной ресторанной кухни, и салат оливье они называли «ливелье». У Тестова оливье подавали на закуску к зубровке.
По некоторым предположениям, оригинальный рецепт творения Оливье утерян либо единый рецепт не существовал, поскольку француз мог менять состав блюда в зависимости от платёжеспособности клиента, соблюдения им постов или сезонной доступности ингредиентов. В отсутствие достоверной информации придуманное Оливье блюдо даже относят не к майонезным мясным салатам, а безвестным ныне блюдам-майонезам, иногда утверждается, что и сам Оливье так называл своё блюдо. Первое письменное упоминание подобного рецепта под названием «майноез» встречается в изданной в 1862 году книге Игнатия Радецкого «Санкт-петербургская кухня». У Е. И. Молоховец в «Подарке молодым хозяйкам» такой майонез из дичи — холодное блюдо из жареного мяса рябчиков, зайца, глухаря или куропатки, залитого специальным пенистым муссом, сбитым из распущенного ланспика с прованским маслом, — «русским майонезом» (фр. mayonnaise à la russe) в окружении изящно выложенных разнообразных гарниров (корнишонов, каперсов, маринованной фасоли, раковых шеек, маринованной капусты) и кусочков ланспика. Современный майонез, без добавления ланспика, в то время в русской кухне именовался соусом провансаль. Далее в судьбу легендарного блюда якобы вмешался некий клиент — русский невежа, который уничтожил всю красоту тщательно сервированного блюда, варварски перемешав всё и быстро съев, а оскорблённый повар-француз с тех пор стал демонстративно перемешивать компоненты и оформлять свой шедевр салатом, что стало первой модификацией оригинального рецепта.
После смерти скрытного Оливье московские повара стремились воспроизвести его рецепт, и прославленный салат, вероятно, продолжил существование в нескольких вариантах, более или менее близких к оригиналу. Самым ранним из задокументированных считается опубликованный в 1894 году в журнале «Наша пища» рецепт салата оливье со слов некоего Вебе из нарезанных ломтиками мяса жареного рябчика, отварного картофеля, свежих огурцов, каперсов и оливок под особым пикантным соусом тёмного цвета, смешанным уже из «соуса провансаль» с забытой ныне приправой из ферментированных соевых бобов соя кабуль. Похожий рецепт салата оливье вошёл в труд «Практические основы кулинарного искусства» 1899 года именитой кулинарки П. П. Александровой-Игнатьевой, супруги главного редактора журнала «Наша пища» М. А. Игнатьева. Оливье по Александровой-Игнатьевой представлял собой слоёный салат в стеклянной вазе или глубоком салатнике из жареного мяса рябчиков, отварного картофеля, свежих огурцов, трюфелей, оливок и раковых шеек под соусом провансаль, приправленным для остроты соей кабуль, гарнированный ланспиком. В последующих изданиях рецепт оливье у Александровой-Игнатьевой претерпевал многочисленные изменения из-за «крупных перемен в области экономики и быта страны» как по самим компонентам, так и по их пропорциям. В поддельном под Е. И. Молоховец кулинарном издании «Полный подарок молодым хозяйкам» 1905 года К. К. Мороховцева к ингредиентам салата оливье добавилась паюсная икра. В книге «Кулинар» Н. Н. Маслова 1911 года рецепт оливье упрощён до четырёх ингредиентов: курица, картофель, свежие или солёные огурцы и соус провансаль. Согласно «Поварской книге известного кулинара Д. И. Бобринского» 1913 года, салат оливье следует готовить из дичи или курятины с отварным картофелем, пикулями, варёными яйцами и латуком, заправлять соусом провансаль с добавлением кайенского перца и сои кабуль, всё перемешивать и в салатнике украшать раковыми шейками и трюфелями.
Согласно исследованию, опубликованному в 2017 году в газете «Коммерсантъ», версии Гиляровского не находится подтверждений. Люсьен Оливье предположительно был уроженцем Москвы Николаем Оливье, сменившим позднее имя в маркетинговых целях, и служил он не поваром в ресторане «Эрмитаж», а управляющим одноимённой гостиницы. Как он был связан с салатом, неизвестно.

## Оливье в СССР
Октябрьская революция положила конец классово чуждым кулинарным изыскам из буржуйских жареных рябчиков и творческим метаниям последователей Оливье. Ресторан «Эрмитаж» закрылся, а поддержка гастрономии явно не входила в число первоочередных задач новой власти. Старорежимный салат оливье сошёл с кулинарной сцены, хотя, как следует из статьи в журнале «Огонёк» 1927 года, ещё присутствовал в «хрустальном сосуде» на праздничном столе у «нэпачей» в старый Новый год. У А. Т. Аверченко о салате оливье под лимонную водку в петербургском ресторане «Медведь» с тоской вспоминают герои рассказа «Осколки разбитого вдребезги» 1926 года. По легендам, салат оливье возродился в СССР в новом, идеологически правильном и экономически адекватном, упрощённом рецепте под названиями «Салат из дичи», «Салат из птицы» и «Столичный» благодаря некоему И. М. Иванову или Ермилину, шеф-повару ресторана «Москва» в 1937 или 1939 году, якобы служившему по молодости у Оливье. Рецепт салата из дичи, опубликованный в «Книге о вкусной и здоровой пище» 1939 года, не в полной мере соответствовавшей суровым реалиям строительства социализма в 1930-е годы, ещё походил на дореволюционный: в нём ещё упоминались филе рябчика, отварной картофель, корнишоны или пикули, зелёный салат, отварные яйца, майонез и соя кабуль. Название «салат оливье» в этом издании упоминается без указания конкретного рецепта как овощной салат, заправленный майонезом, для наполнения тарталеток и фаршированных помидоров. Дальнейшее упрощение рецепта салата происходило вследствие дефицита продуктов питания в СССР. Попав в 1949 году в рецептурные сборники советского общепита, салат под названием «Столичный» с понижением уровня предприятия (ресторан, кафе, столовая) лишался раковых шеек и сои кабуль. В издании «Кулинария» 1955 года похожий «салат из птицы („Столичный“)» предлагается готовить из варёной или жареной домашней птицы или дичи с приблизительно теми же продуктами, а также раковыми шейками, консервированным крабом и маслинами и приправлять майонез соусом «южный» вместо сои кабуль. Такой салат, приготовленный из варёного, тушёного или жареного мяса (говядины, телятины, баранины, свинины или крольчатины) без морепродуктов, в том же издании указан как «мясной». Мясной салат по рецепту из «Краткой энциклопедии домашнего хозяйства» 1960 года ещё более упростился и содержал варёное или жареное мясо, картофель, яйца, солёные и маринованные огурцы, его предлагалось заправлять майонезом или сметаной, приправленными соусами «южный» или «московский». Оливье или «Столичный», как и «Мимоза» или «селёдка под шубой», обрели любовь народных масс в 1960—1970-е годы, когда стало доступно мясо и в продаже появился майонез промышленного производства. Советский оливье из небольшого числа непритязательных ингредиентов настолько отличался от оригинала, что возникло простое объяснение его появления, которое приводит В. В. Усов: поварёнок по ошибке заправил майонезом ингредиенты, подготовленные для окрошки. Народная этимология также вела название салата от оливок, хотя их самих в советском рецепте никогда не было.
Салат оливье фигурировал на домашних кухнях в СССР под самыми разными неофициальными названиями: «майонезный», «праздничный», «гостевой», «салат с горошком», «боярский», «пикантный» и «зимний». Некоторые продукты из минимального набора ингредиентов (майонез, консервированный горошек и мясо, курица или колбаса) даже при «развитом социализме» были дефицитными, их требовалось «доставать» и придерживать, например, «к седьмому ноября». «Труднодобываемость» недорогих, но необъяснимо дефицитных продуктов придавала оливье дополнительный налёт «деликатесности». У каждой советской кулинарки, вероятно, имелось собственное мнение о том, как правильно делать оливье. Автор подробной и часто цитируемой статьи о салате оливье в «Новом литературном обозрении» А. Кушкова собрала в 2005 году воспоминания о знаменитом салате советской эпохи. Согласно этому исследованию, «классическим» было принято считать оливье с говядиной, а колбасу или курятину можно было добавлять только от безвыходности, но чаще, традиционно салат с докторской колбасой. Курятина, несмотря на свою близость к историческим рябчикам, пользовалась в оливье минимальным успехом. «Мясную» составляющую оливье также заменяли на консервированных крабов, кальмаров или креветки. У моркови и репчатого лука в составе оливье были свои сторонники и противники, возникали разногласия по поводу свежих, солёных или маринованных огурцов. Кто-то добавлял в оливье экзотики с помощью шампиньонов или красной икры, а пикантности — кислым яблоком. Майонез в СССР был один — «провансаль», в двухсотграммовых баночках, и спорить можно было только о его количестве в салате, и если заправить оливье другим майонезом, по мнению некоторых экспертов, вкус будет уже не тот.